# UCP1
UCP1, inicialment coneguda com a termogenina, és una proteïna desacobladora present als mitocondris del teixit adipós marró (TAM). La seva funció és generar calor mitjançant termogènesi no associada a tremolor. Aquest mecanisme de termogènesi és la principal manera de generació de calor en mamífers hivernants i en nounats humans entre altres mamífers.

## Mecanisme d'acció
El mecanisme molecular del desacoblament dut a terme per la termogenina és força conegut: la termogenina actua com a via alternativa a través de la qual, els protons expulsats a l'espai intermembrana al llarg de la cadena respiratòria poden retornar a la matriu mitocondrial, permetent la dissipació en forma de calor, de l'energia emmagatzemada pel bombament de protons. La termogenina, com l'ATP sintasa, és un canal de protons localitzat a la membrana mitocondrial interna que permet la translocació de protons des de l'espai intermembrana mitocondrial cap a la matriu mitocondrial. A diferència de l'ATP sintasa, que ‘acobla’ la translocació de protons a la síntesi d'ATP, la termogenina catalitza l'aparent desprofitament del pas de protons a través de la membrana mitocondrial interna. S'anomena proteïna desacoblant perquè ‘desacobla’ el gradient de protons de la generació d'ATP per part de l'ATP sintasa, mecanisme regulat hormonalment.
La noradrenalina secretada en resposta a un senyal extern, s'uneix als seus receptors de membrana i activa l'adenilat ciclasa que catalitza la síntesi d'AMP cíclic (AMPc) a partir d'ATP. L'AMPc activa la proteïna-cinasa A (PKA) i al seu torn, la lipasa de triacilglicèrids, mitjançant la seva fosforilació. Aquesta lipasa proporciona, a partir de triacilglicèrids, àcids grassos lliures que activen la termogenina. Amb la termogenina activa, els protons flueixen dissipant el gradient de protons.

## Història
Les  proteïnes desacobladores (UCPs) pertanyen a un clúster específic de la família de transprotadors d'anions mitocondrials. S'ha trobat fins a 5 tipus diferents de proteïnes desacobladores en animals, plantes, peixos, fongs i protozous.
La termogenina va ser descoberta el 1979 i va ser clonada el 1988.
Per homologia de seqüència amb UCP1 es van identificar noves UCP. El 1997 es van clonar la proteïna desacobladora 2 (uncoupling protein two) (UCP2) i la proteïna desacobladora 3 (uncoupling protein three) (UCP3) amb un 59% i un 57% d'homologia respecte UCP1.
Un any més tard es clonava BMCP1 (brain mitochondrial carrier protein-1) (també coneguda com a UCP5) i seguidament UCP4.
En el regne vegetal així com en fongs i bacteris, també s'han identificat proteïnes desacoblants.
Actualment existeixen diverses línies cel·lulars per a l'estudi d'aquesta proteïna i la termogènesi en teixit adipós marró, essent la més emprada les Cèl·lules HIB 1B.